# Wouter van Luijn
Wouter van Luijn (Arcen, 9 juni 1984 – Mallorca, 13 juli 2018) was een Nederlands filmeditor.

## Levensloop
Van Luijn studeerde in 2008 af aan de Nederlandse Filmacademie in Amsterdam. In 2013 kreeg hij een nominatie voor een Gouden Kalf voor zijn montage van de film Wolf van regisseur Jim Taihuttu.
Op 13 juli 2018 kwam hij bij een misdrijf om het leven op Mallorca, Spanje. In juli 2023 werd daarvoor een celstraf van 6,5 jaar opgelegd aan de dader, alsmede 150.000 euro schadevergoeding voor Van Luijns ouders.
Postuum kreeg hij een Gouden Kalf voor beste montage van het filmdrama Wij (2018).
Van Luijn werd op 3 oktober 2018 herdacht tijdens het Nederlands Film Festival in Utrecht met een speciaal programmaonderdeel.

## Werk

### Film
- Rabat (2011) - montage
- Wolf (2013) - montage
- Aanmodderfakker (2014) - montage
- Jack bestelt een broertje (2015) - montage
- The Paradise Suite (2015) - montage
- Blessed Benefit (2016) - montage
- Brasserie Valentijn (2016) - montage
- Horizon (2016) - montage
- De held (2016) - montage
- Hotel de Grote L (2017) - montage
- Kill switch (2017) - montage
- La Holandesa (2017) - montage
- Wij (2018) - montage